# Dalsa
Dalsa Corporation is een bedrijf dat hoogwaardige technologie produceert en dat onder meer is gevestigd op de High Tech Campus Eindhoven te Eindhoven.
Het bedrijf is opgericht in 1980 te Waterloo door Sawas Chamberlain. Het is gespecialiseerd in de productie van Charge Coupled Devices (CCDs) die hun toepassing vinden in de professionele digitale beeldregistratie. In 1996 ging het bedrijf naar de beurs.
Dalsa maakt vooral professionele CCDs die gebruikt worden in robotsensoren die gebezigd worden in de industrie. De Mars Exploration Rovers bezitten CCDs van Dalsa, maar ook voor astronomische telescopen en professionele digitale camera's worden CCDs vervaardigd, die tientallen en zelfs honderden megapixels kunnen tellen en ook op het terrein van responsitijd en dergelijke zeer geavanceerde eigenschappen hebben. Deze vinden hun toepassing in camera's voor ultrasnelle opnamen.
Het bedrijf bezit ook gespecialiseerde chipsfabrieken.
Wereldwijd werken er ongeveer 1000 mensen bij Dalsa, waarvan ongeveer 100 in Eindhoven. De overigen werken vooral in Canada en Duitsland.
In 2002 heeft Dalsa de afdeling CCD Beeldsensoren van Philips overgenomen. 